# Lukas Nimscheck

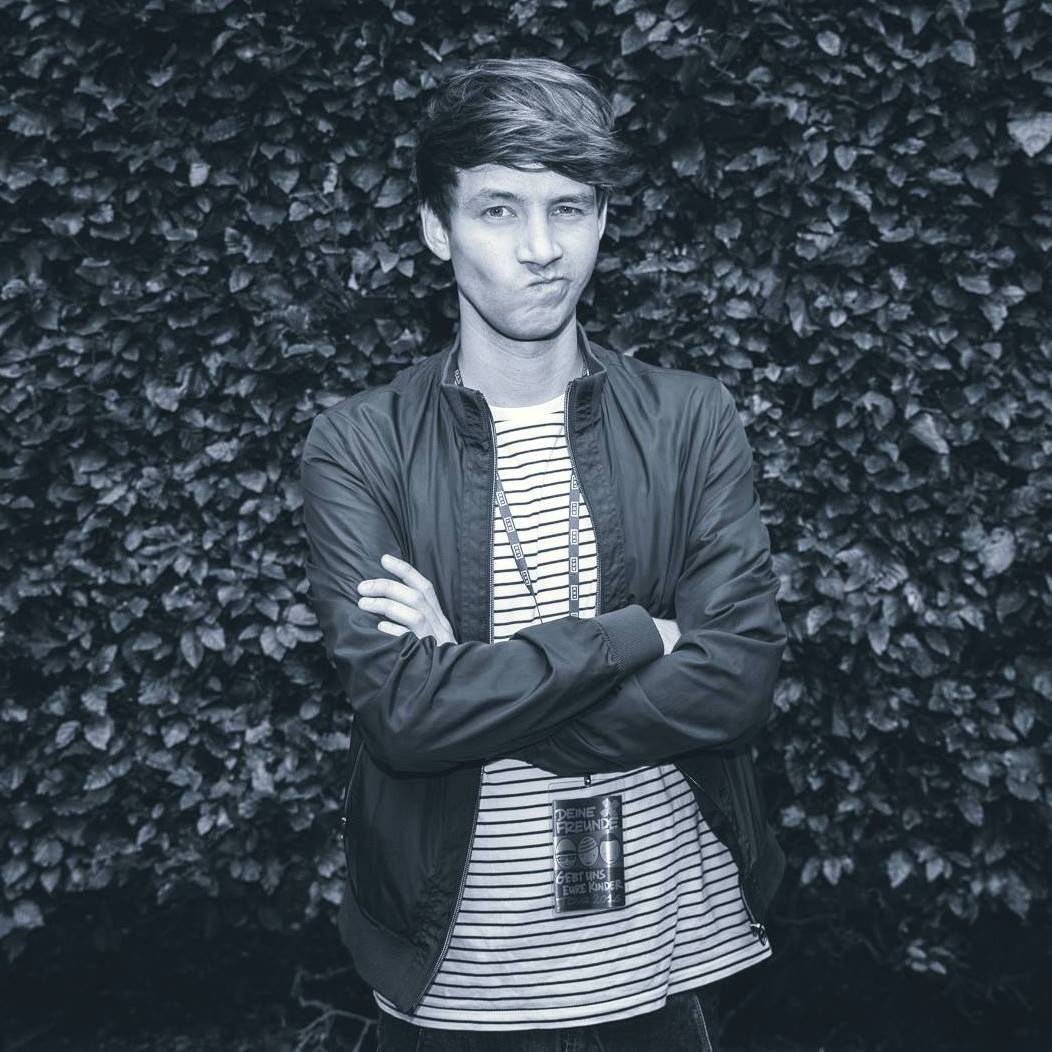
Lukas Nimscheck (2016)

Lukas Witolt Nimscheck (nach Heirat Lukas Witolt Habermann, * 26. August 1988 in Ost-Berlin) ist ein deutscher Musiker, Autor und ehemaliger Kinder-TV-Moderator.

## Leben
Nach dem Abitur 2008 zog es Lukas nach Hamburg, wo er seitdem als Theaterautor, Musiker & Regisseur arbeitet. Seine Karriere Begann am Hamburger Schmidt Theater und führte ihn nach zahlreichen Engagements als Komponist und Regisseur auch ans Theater des Westens in Berlin.
Gemeinsam mit Markus Pauli und Florian Sump gründete er 2011 die Band Deine Freunde, in der er als Sänger tätig ist. Vorher hatte er zusammen mit DJ exel. Pauly und Remixe für Künstler wie Wir sind Helden und Beatsteaks produziert.
Vom 31. März 2013 bis 9. März 2014 moderierte er zusammen mit Muschda Sherzada den Tigerenten Club der ARD. Im Jahr 2015 und 2016 moderierte er die Verleihung des HANS in der Markthalle Hamburg.
Er gewann am 1. Oktober 2018 den Deutschen Musical Theater Preis zusammen mit Franziska Kuropka in der Kategorie "Beste Liedtexte" mit dem Musical Jana & Janis - Sag einfach Jein Nimscheck wurde für seine erste Regiearbeit WIR – Familie ist, was man draus macht! 2019 und 2024 erneut in der Regie- und Komponistenkategorie für den Preis nominiert. 2020 war Nimscheck in der achten Staffel gemeinsam mit Bandkollege Florian Sump einer von vier Coaches in der Sat.1-Sendung The Voice Kids.

## Werke (Musical)
- 2015: Gabi Mut - vom Leben geschlagert
- 2017: Jana und Janis - sag einfach Jein!
- 2019: Wir - Familie ist, was man draus macht[11]
- 2022: Brüderchen & Schwesterchen[12]
- 2023: Bis keiner weint[13]
- 2024: Die Gänsemagd[14]
- 2025: Die Amme - Das Musical[15]
- 2026: Wir sind am Leben - Das Musical[16]

## Privates
Lukas Nimscheck lebt in Hamburg und ist seit 2018 mit Scott Habermann verheiratet.